# Rumpen
Rumpen ist ein Ortsteil von Kohlscheid, Stadt Herzogenrath, in der Städteregion Aachen in Nordrhein-Westfalen. 

## Lage

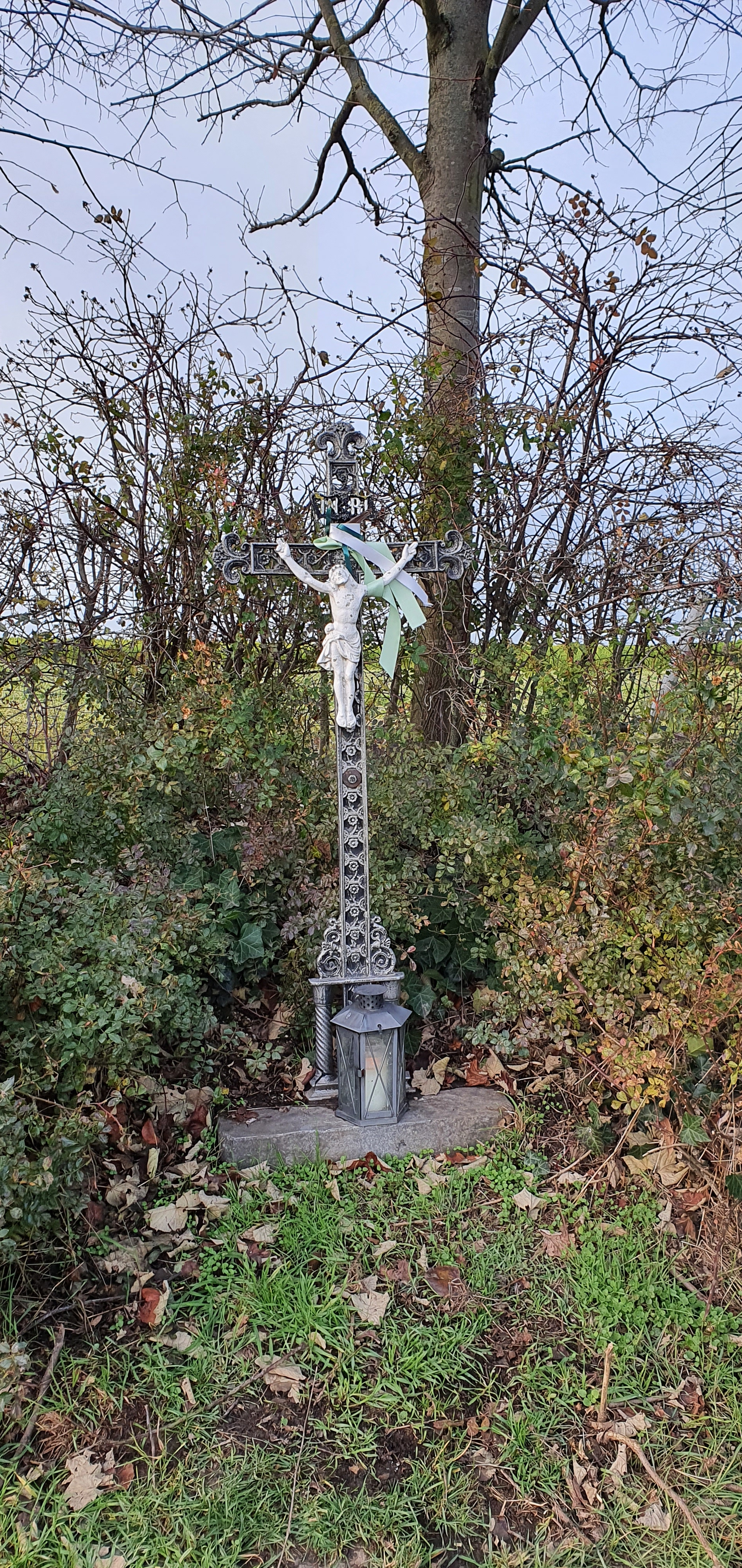
Auf dem Weißen Weg, Flurkreuz Ecke Luhrweg Aachener Pfad zwischen Berensberg und Rumpen

Rumpen liegt im Süden des Stadtgebiets zwischen Berensberg im Süden und Kämpchen im Norden. Durch den Ort verläuft die L 244.

## Allgemeines
Rumpen ist ein kleines ländlich geprägtes Straßendorf und ist von Wiesen und Feldern umgeben. Nur im Norden ist der Ort mit dem Nachbarort Kämpchen zusammengewachsen. Kirchlicherseits gehört Rumpen seit jeher zur Pfarre Berensberg. 

## Verkehr
Die AVV-Buslinien 34 und 54 der ASEAG verbinden den Ort mit Herzogenrath, Kohlscheid sowie Aachen. Zusätzlich verkehren in den Nächten vor Samstagen sowie Sonn- und Feiertagen die Nachtexpresslinien N3 und N6 der ASEAG.
| Linie | Verlauf |
| ----- | --- |
| 34    | (Kerkrade (NL) – Pannesheide (D)) / Kohlscheid Bf – Kohlscheid Weststr. – (Kohlscheid Markt – ) Rumpen – Berensberg – Grüner Weg – Aachen Bushof – Elisenbrunnen – Theater – Normaluhr – Burtscheid Hauptstr. – Diepenbenden |
| 54    | Diepenbenden – Burtscheid Hauptstr. – Normaluhr – Theater – Elisenbrunnen – Aachen Bushof – Eurogress – Soers – Berensberg – Rumpen – Kohlscheid Markt – Klinkheide – Pannesheide – Straß – Herzogenrath Bf – Herzogenrath Schulzentrum / Waldfriedhof / (Ritzerfeld – Merkstein – Industriegebiet Boscheler Berg)                                     |
| N3    | Nachtexpress: nur in den Nächten vor Samstagen sowie Sonn- und Feiertagen Elisenbrunnen – Aachen Bushof (→ Ludwig Forum → Haaren → Verlautenheide → Würselen → Morsbach → Bardenberg → / ← Eurogress ← Berensberg ← Rumpen ← Kohlscheid Markt ← Klinkheide ← Pannesheide ← Straß ←) Herzogenrath Bf – Ritzerfeld – Merkstein (← Boscheln ← Holthausen) |
| N6    | Nachtexpress: nur in den Nächten vor Samstagen sowie Sonn- und Feiertagen Aachen Bushof → Alter Tivoli → Berensberg → Rumpen → Kohlscheid Weststr. → Klinkheide → Kohlscheid Markt → Bardenberg → Morsbach → Würselen → Haaren → Liebigstr. → Aachen Bushof → Elisenbrunnen                                                                            |

## Vereine
- St. Sebastianus-Schützen Berensberg-Rumpen 1883 e. V.
- Kreuzverein Rumpen